# ヘンスリー・ミューレンス
- ヘンスリー・ミューレン

ヘンスリー・フィレモン・アカシオ・ミューレンス（Hensley Filemon Acasio Meulens、1967年6月23日 - ）は、オランダ領アンティルのキュラソーウィレムスタッド出身の元プロ野球選手（内野手、外野手）、野球指導者。右投右打。
NPBでの登録名は「ミューレン」。NPB史上初のオランダ人選手である。
国際大会では2013年から野球オランダ代表の監督を務めている。

## 経歴

### 現役時代
1985年にアマチュア・フリーエージェントでニューヨーク・ヤンキースと契約してプロ入り。
1989年8月23日のボストン・レッドソックス戦で「8番・三塁手」としてMLBデビューを果たし、3打数1安打をマークする。
1994年にNPBの千葉ロッテマリーンズに入団。カリブ海にあるキュラソーはオランダ領であることから、NPB初の「オランダ人助っ人」が誕生した。英語・スペイン語・オランダ語（実際はオランダ語というよりも出身地の母語であるパピアメント語）を話せるマルチリンガルとして選手名鑑に登場した。登録名は「ミューレン」とされ、離日直前のサインにはつたないながらも、カタカナで「ミューレンス」と添え書きしていた。ロッテでは23本塁打、69打点の数字を残したが、この年のオフに就任したボビー・バレンタイン監督から戦力外通告を受け、1年で退団となった。
1995年にヤクルトスワローズに入団した。ヤクルトは同年阪神タイガースからアベレージヒッターのトーマス・オマリーを獲得したものの、広沢克己とジャック・ハウエルの2人の長距離打者が読売ジャイアンツに移籍したことにより、長打力を買ってミューレンを獲得した。開幕2戦目、桑田真澄が飯田哲也への頭部死球で退場となった後、1点ビハインドの1死満塁のチャンスで回ってきて、その日は3打席3三振で1エラーのミューレンは汚名返上のタイムリーツーベースヒット（シーズン初安打）を放ってシーズン初勝利に貢献した。当初は中軸を期待されたが、下位（主に7番か8番）に置いて自由に打たせた結果、打率は低いものの長打力を発揮し「恐怖の8番打者」として、同年のリーグ優勝・日本一に貢献した。
1996年も打率の低さと三振が多く（2年連続リーグ三振王）、シーズン終了後にヤクルトを退団した。
1997年にモントリオール・エクスポズでMLB復帰した。
1998年はアリゾナ・ダイヤモンドバックスでプレーしたが、MLBに在籍する期間はそれほど長くなく、IBAFワールドカップやIBAFインターコンチネンタルカップのオランダ代表としてたまに顔を見せる程度となった。
1999年は独立リーグであるアトランティックリーグのニューアーク・ベアーズでプレー。
2000年にはKBOのサンバンウル・レイダースでプレーする予定であったが、経営難で同球団は解散し、その後を受けて設立されたSKワイバーンズに入団。しかし、成績不振によりシーズン途中で解雇された。その後はメキシカンリーグでプレーした。なお、シドニー五輪にもオランダ代表として出場している。
2001年は再びニューアーク・ベアーズに復帰。その後メキシカンリーグに移籍し、2002年に現役を引退した。

### 引退後
2009年はサンフランシスコ・ジャイアンツ傘下のAAA級フレズノ・グリズリーズにコーチとして在籍した。また、第2回WBCオランダ代表のコーチも務めた。
2010年からはジャイアンツの打撃コーチを務めている。
2012年4月27日にオランダにおける野球界での功績を称えて、ベアトリックス女王からナイトの称号であるOrder of Orange-Nassauが与えられた。
2013年には、前年に打撃コーチとしてジャイアンツをワールドチャンピオンに導いた手腕を評価され、第3回WBCオランダ代表の監督を務めた。この大会では、チームを初の決勝ラウンド進出（準決勝で敗退）に導いた。
2015年9月10日に第1回WBSCプレミア12のオランダ代表監督に就任した。
2016年1月18日にキューバ代表との強化試合のオランダ代表監督を務める予定だったが、同試合は雨天中止となった。7月17日の日本代表との強化試合でもオランダ代表監督を務めることになった。
2017年3月の第4回WBCでもオランダ代表の監督を務めている。
2017年シーズン終了後にはヤンキースの新監督候補として面談を受け、最終候補2人まで残ったが落選した（新監督にはアーロン・ブーンが就任）。2018年シーズンからはジャイアンツのベンチコーチに転任となり、2019年まで務めた。
2020年シーズンからはニューヨーク・メッツのベンチコーチを務めるも、1年限りで退任した。
2022年2月28日にヤンキースの打撃コーチ補佐に就任し、シーズン終了後に退任した。
2023年シーズンからはコロラド・ロッキーズの打撃コーチを務めていたが、2025年4月17日、打撃コーチ解任が発表された。解任が発表された時点でロッキーズはチーム打率2割2分、ナショナル・リーグワーストの195三振と打線の不振が目立っていた。

## 人物
温厚な性格で、ヤクルト時代の同僚の高津臣吾は、「性格はヤクルトに来た外国人選手の中でもトップクラス」と述べており、会話のほとんどは日本語という。また、ヤクルト時代監督だった野村克也も、「人間的にも最高の男で、ナイスガイ」と述べている。
現役引退後も野球指導者として成功し、母国にも多大な貢献をしている。
ヤクルト時代の応援歌はミューレン退団後高橋智、副島孔太（副島はCDのみ収録されていて、球場では未使用）に流用され、2011年から2019年までは同じキュラソー島出身のウラディミール・バレンティンに流用されていた。

## 詳細情報

### 年度別打撃成績
| 年 度    | 球 団    | 試 合 | 打 席 | 打 数 | 得 点 | 安 打 | 二 塁 打 | 三 塁 打 | 本 塁 打 | 塁 打 | 打 点 | 盗 塁 | 盗 塁 死 | 犠 打 | 犠 飛 | 四 球 | 敬 遠 | 死 球 | 三 振 | 併 殺 打 | 打 率 | 出 塁 率 | 長 打 率 | O P S |
| -------- | -------- | ----- | ----- | ----- | ----- | ----- | -------- | -------- | -------- | ----- | ----- | ----- | -------- | ----- | ----- | ----- | ----- | ----- | ----- | -------- | ----- | -------- | -------- | ----- |
| 1989     | NYY      | 8     | 30    | 28    | 2     | 5     | 0        | 0        | 0        | 5     | 1     | 0     | 1        | 0     | 0     | 2     | 0     | 0     | 8     | 2        | .179  | .233     | .179     | .412  |
| 1990     | NYY      | 23    | 95    | 83    | 12    | 20    | 7        | 0        | 3        | 36    | 10    | 1     | 0        | 0     | 0     | 9     | 0     | 3     | 25    | 3        | .241  | .337     | .434     | .771  |
| 1991     | NYY      | 96    | 313   | 288   | 37    | 64    | 8        | 1        | 6        | 92    | 29    | 3     | 0        | 1     | 2     | 18    | 1     | 4     | 97    | 7        | .222  | .276     | .319     | .595  |
| 1992     | NYY      | 2     | 6     | 5     | 1     | 3     | 0        | 0        | 1        | 6     | 1     | 0     | 0        | 0     | 0     | 1     | 0     | 0     | 0     | 1        | .600  | .667     | 1.200    | 1.867 |
| 1993     | NYY      | 30    | 61    | 53    | 8     | 9     | 1        | 1        | 2        | 18    | 5     | 0     | 1        | 0     | 0     | 8     | 0     | 0     | 19    | 2        | .170  | .279     | .340     | .618  |
| 1994     | ロッテ   | 122   | 475   | 431   | 49    | 107   | 21       | 0        | 23       | 197   | 69    | 8     | 8        | 0     | 4     | 36    | 1     | 4     | 135   | 9        | .248  | .288     | .457     | .745  |
| 1995     | ヤクルト | 130   | 506   | 438   | 74    | 107   | 16       | 0        | 29       | 210   | 80    | 6     | 5        | 0     | 4     | 60    | 4     | 4     | 134   | 16       | .244  | .338     | .479     | .817  |
| 1996     | ヤクルト | 128   | 495   | 439   | 47    | 108   | 14       | 3        | 25       | 203   | 67    | 1     | 3        | 1     | 6     | 44    | 5     | 5     | 140   | 25       | .246  | .318     | .462     | .780  |
| 1997     | MON      | 16    | 29    | 24    | 6     | 7     | 1        | 0        | 2        | 14    | 6     | 0     | 1        | 0     | 1     | 4     | 0     | 0     | 10    | 0        | .292  | .379     | .583     | .963  |
| 1998     | ARI      | 7     | 15    | 15    | 1     | 1     | 0        | 0        | 1        | 4     | 1     | 0     | 0        | 0     | 0     | 0     | 0     | 0     | 6     | 0        | .067  | .067     | .267     | .333  |
| 2000     | SK       | 14    | 54    | 46    | 5     | 9     | 0        | 0        | 1        | 12    | 3     | 2     | 0        | 0     | 1     | 6     |       | 1     | 18    | 1        | .196  | .296     | .261     | .557  |
| MLB：7年 | MLB：7年 | 182   | 549   | 496   | 67    | 109   | 17       | 2        | 15       | 175   | 53    | 4     | 3        | 1     | 3     | 42    | 1     | 7     | 165   | 15       | .220  | .288     | .353     | .641  |
| NPB：3年 | NPB：3年 | 380   | 1476  | 1308  | 170   | 322   | 51       | 3        | 77       | 610   | 216   | 15    | 16       | 1     | 14    | 140   | 10    | 13    | 409   | 50       | .246  | .322     | .466     | .788  |
| KBO：1年 | KBO：1年 | 14    | 54    | 46    | 5     | 9     | 0        | 0        | 1        | 12    | 3     | 2     | 0        | 0     | 1     | 6     | 0     | 1     | 18    | 1        | .196  | .296     | .261     | .557  |

- 各年度の太字はリーグ最高

### 表彰
MiLB
- インターナショナルリーグMVP：1回（1990年）

### 記録
NPB
- 初出場・初先発出場：1994年4月9日、対日本ハムファイターズ1回戦（東京ドーム）、4番・左翼手として先発出場
- 初安打・初打点：同上、3回表に西崎幸広から先制2点適時打
- 初本塁打：1994年4月22日、対日本ハムファイターズ3回戦（千葉マリンスタジアム）、5回裏に河野博文から先制ソロ

### 背番号
- 28（1989年 - 同年途中）
- 57（1989年途中 - 同年途中）
- 58（1989年途中 - 同年終了、2020年）
- 31（1990年 - 1991年、1993年 - 1994年、1997年、2000年、2010年 - 2019年、2023年 - ）
- 59（1992年）
- 9（1995年 - 1996年）
- 29（1998年）
- 56（2022年 - 同年7月31日[17]）

### 代表歴
- シドニーオリンピック野球オランダ代表

### 代表でのコーチ歴
- 2009 ワールド・ベースボール・クラシック・オランダ代表

### 代表での監督歴
- 2013 ワールド・ベースボール・クラシック・オランダ代表
- 2015 WBSCプレミア12 オランダ代表
- 2017 ワールド・ベースボール・クラシック・オランダ代表
- 2019 WBSCプレミア12 オランダ代表
- 2023 ワールド・ベースボール・クラシック・オランダ代表